# Fällfors, Nordmalings kommun
Fällfors är en liten by i Nordmalings kommun i Ångermanland, Västerbottens län. 
Fällfors ligger på en grusås mitt emellan Lögdeälven och bergen i norr. 
Fällfors har fått sitt namn av att Lögdeälven just här har ett fall Fällforsen på ca 7 m. Vattenfallet har utgjort ett naturligt vandringshinder för både lax och havsöring tills 1992 då man byggde en laxtunnel, i och med den så utökades lekområdet med ca 10 mil.
Samtidigt som laxtunneln byggdes också en hängbro över fallet.
Förut var Fällfors en större by med omkring 10 gårdar och ungefär 100 bofasta människor och idag finns det bara 2 bofasta, men på sommaren finns där 20-30 människor där. 
I naturen runt omkring finns skogar, berg, tjärnar och en älv. Bebyggelsen består av små torp och gårdar.